# Saint-Julien-du-Sault
Saint-Julien-du-Sault är en kommun i departementet Yonne i regionen Bourgogne-Franche-Comté i norra Frankrike. Kommunen ligger i kantonen Saint-Julien-du-Sault som tillhör arrondissementet Sens. År 2022 hade Saint-Julien-du-Sault 2 202 invånare.

## Befolkningsutveckling
Antalet invånare i kommunen Saint-Julien-du-Sault
| Referens: INSEE |